# Juan Manuel

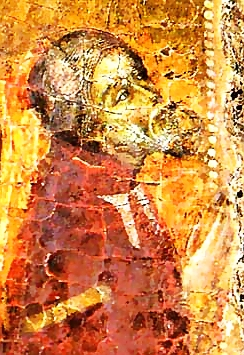
Don Juan Manuel

Juan Manuel (als Buchautor Don Juan Manuel) (* 5. Mai 1282 in Escalona, Provinz Toledo; † 13. Juni 1348 auf Burg Peñafiel, Peñafiel, Provinz Valladolid) war ein kastilischer Staatsmann und Schriftsteller. Als letzterer gilt er als einer der Hauptrepräsentanten der mittelalterlichen Prosa in kastilischer Volkssprache. Er erbte von seinem Vater die Herrschaft Villena und erhielt die Titel „Herr“, „Herzog“ und schließlich „Fürst“ von Villena. Darüber hinaus war er Grundherr (señor) von Escalona, Peñafiel, Cuéllar, Elche, Cartagena, Lorca, Cifuentes, Alcocer, Salmerón, Valdeolivas und Almenara. Zusätzlich war er Mayordomo der Könige Ferdinand IV. und Alfons XI. sowie Adelantado Mayor von Andalusien und von Murcia.

## Leben
Juan Manuel wurde als Sohn des Infanten Manuel von Kastilien und seiner Gemahlin Beatrix von Savoyen geboren und gehörte somit einer der reichsten und mächtigsten Familien des kastilischen Hochadels an. Im Alter von fünf Jahren verlor er beide Eltern, mit zwölf Jahren nahm er an seinem ersten Kriegszug zur Abwehr der maurischen Belagerung von Murcia teil. Juan Manuel genoss eine ritterliche Erziehung im Stile seiner Zeit (Jagen, Reiten, Fechten), interessierte sich jedoch auch sehr für intellektuelle Disziplinen wie Rechtswissenschaften, Geschichte und Theologie. Mit seinen Königen Ferdinand IV. und Alfons XI. stand Juan Manuel in spannungsreicher Beziehung. Seine Tochter Constança Manuel verheiratete er bereits mit sieben Jahren mit dem mit 14 Jahren gerade volljährig gewordenen König Alfons XI., dessen Lehrer er zeitweise war. Nachdem dieser die Ehe zwei Jahre später hatte annullieren lassen, verheiratete er sie mit dem portugiesischen Kronprinzen und späteren König Pedro. Er starb im Jahr 1348; sein Grabmal mit Liegefigur befindet sich in der von ihm erbauten Kirche San-Pablo in Peñafiel.
Er hinterließ einen beträchtlichen, aber weit verstreuten Grundbesitz, aus dem die Katholischen Könige im Jahr 1475 das Herzogtum von El Infantado machten.

## Werk
Von Don Juan Manuel (Autorenname) sind acht Bücher überliefert, darunter sein berühmtestes, El Conde Lucanor, eine von 1330 bis 1335 – also ca. 20 Jahre vor Giovanni Boccaccios Decamerone – erstellte und dialogisch aufgebaute Sammlung von 51 Erzählungen (Exempla) mit moralisierender Absicht, die hauptsächlich auf Elemente der antiken und arabischen Erzähltradition zurückgreift. Sie enthält auch die Vorlage für Hans Christian Andersens berühmtes Märchen Des Kaisers neue Kleider.

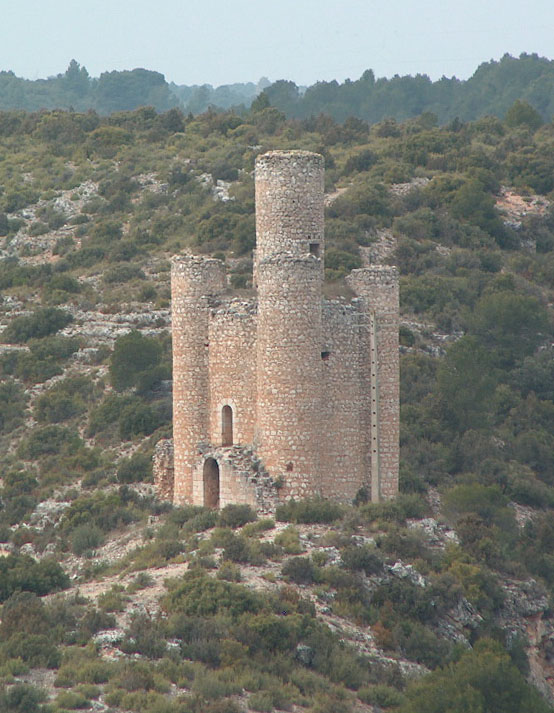
Torre de Alarconcillo

Don Juan Manuel schrieb in kastilischer Volkssprache und nicht in Latein, um ein Maximum an Lesern zu erreichen. Seine ursprünglichen Vorbilder liegen in den anonymen Sammelwerken seines Onkels, des Königs Alfons X. von Kastilien, der den Beinamen „Der Weise“ trug. Im Lauf seiner schriftstellerischen Entwicklung verstärkte sich bei Don Juan Manuel das didaktische und moralisierende Element.

## Bauten
In den entlang der Ruta de la Lana gelegenen Städten Cifuentes, Trillo, Salmerón, Almansa und Villena ließ er in den Jahren um 1325 mehrere Burgen (castillos) erbauen. Auch Teile des Castillo de Alarcón (v. a. der Torre de Alarconcillo) und der ehemalige Stadtpalast in Belmonte gehen auf ihn zurück.